# Camp Verde
Camp Verde es un pueblo ubicado en el condado de Yavapai en el estado estadounidense de Arizona. En el Censo de 2010 tenía una población de 10 873 habitantes y una densidad poblacional de 97,28 personas por km².

## Geografía
Camp Verde se encuentra ubicado en las coordenadas 34°34′10″N 111°51′25″O / 34.56944, -111.85694. Según la Oficina del Censo de los Estados Unidos, Camp Verde tiene una superficie total de 111.77 km², de la cual 111.74 km² corresponden a tierra firme y (0.03%) 0.03 km² es agua.

## Demografía
Según el censo de 2010, había 10.873 personas residiendo en Camp Verde. La densidad de población era de 97,28 hab./km². De los 10.873 habitantes, Camp Verde estaba compuesto por el 81.72% blancos, el 0.46% eran afroamericanos, el 7.25% eran amerindios, el 0.42% eran asiáticos, el 0.12% eran isleños del Pacífico, el 5.92% eran de otras razas y el 4.11% pertenecían a dos o más razas. Del total de la población el 16.36% eran hispanos o latinos de cualquier raza.